# Dipturus olseni
Dipturus olseni és una espècie de peix de la família dels raids i de l'ordre dels raïformes.

## Morfologia
- Els mascles poden assolir 60 cm de longitud total.[3][4]

## Reproducció
És ovípar i els ous tenen com unes banyes a la closca.

## Hàbitat
És un peix marí, de clima tropical i demersal que viu entre 91–238 m de fondària.

## Distribució geogràfica
Es troba a l'oceà Atlàntic occidental central: el nord del Golf de Mèxic des de Florida fins a Texas (els Estats Units).

## Observacions
És inofensiu per als humans.